# Avenue Hector Gobert
 (août 2025).
Motif : Rue sans notoriété évidente. Sources secondaires semblent absentes.
- Archive Wikiwix
- Bing
- Cairn
- DuckDuckGo
- E. Universalis
- Gallica
- Google
- G. Books
- G. News
- G. Scholar
- Persée
- Qwant
- (zh) Baidu
- (ru) Yandex
- (wd) trouver des œuvres sur Wikidata

| 1. | Préciser le motif de la pose du bandeau. | Précisez le motif de la pose du bandeau en utilisant la syntaxe suivante : {{admissibilité à vérifier\|date=août 2025\|motif=remplacez ce texte par le motif}}                            |
| 2. | Informer les utilisateurs concernés.     | Pensez à avertir le créateur de l'article, par exemple, en insérant le code ci-dessous sur sa page de discussion : {{subst:avertissement admissibilité à vérifier\|Avenue Hector Gobert}} |

 (août 2025).
Si vous disposez d'ouvrages ou d'articles de référence ou si vous connaissez des sites web de qualité traitant du thème abordé ici, merci de compléter l'article en donnant les références utiles à sa vérifiabilité et en les liant à la section « Notes et références ».
Ne doit pas être confondu avec Avenue René Gobert.
Pour les articles homonymes, voir Gobert.
L'avenue Hector Gobert est une rue bruxelloise de la commune d'Auderghem qui relie le boulevard du Souverain à l'avenue de Waha. Sa longueur est d'environ 90 mètres.

## Historique et description
Cette avenue vit le jour en 1882 sous le nom d’avenue de la Forêt Vierge (Woudlaan).
Le chemin menait de la gare à l'actuelle place Félix Govaert, jusqu'à un petit pont au-dessus de la Woluwe (actuelle rue Émile Steeno), englobant l'actuelle avenue Jules Genicot. Ensuite commençait la forêt.
En 1910, le boulevard du Souverain coupait l'avenue en deux. Les deux bras du chemin gardèrent leur nom initial jusqu'au 1er janvier 1917, quand pour éliminer des doublons en région bruxelloise, on renommait la rue en avenue Félix Govaert.
Le 1er août 1925, la commune changea l'appellation du tronçon situé entre le boulevard et l'avenue de Waha en la mémoire du soldat Hector Gobert, né le 7 août 1892 à Laeken, mort de tuberculose le 2 octobre 1916 à Avon-les-Roches en France.
Il était domicilié en la commune d'Auderghem.